# 惠利斯克羅斯羅茲 (特拉華州)
惠利斯克羅斯羅茲（英語：Whaleys Crossroads）是位於美國特拉華州蘇塞克斯縣的一個非建制地區。該地的面積和人口皆未知。

## 地理
惠利斯克羅斯羅茲的座標為38°31′55″N 75°27′01″W / 38.53194°N 75.45028°W，而該地的平均海拔高度為14米（即46英尺）。